# Sándor Károlyi
Dans le nom hongrois Károlyi Sándor, le nom de famille précède le prénom, mais cet article utilise l’ordre habituel en français Sándor Károlyi, où le prénom précède le nom.
Pour les articles homonymes, voir Károlyi.
Sándor Károlyi de Nagykároly, né le 10 novembre 1831 à Pest et mort le 24 avril 1906 à Menton, est une personnalité politique hongroise.

## Biographie
Il est connu comme un important mécène d'Újpest, localité proche de Pest pour laquelle il finance la construction d'hôpitaux, mais aussi la première ligne de tramway de Pest par le biais de la Société de chemin de fer urbain de Pest.